# Calle del Marqués de Leganés

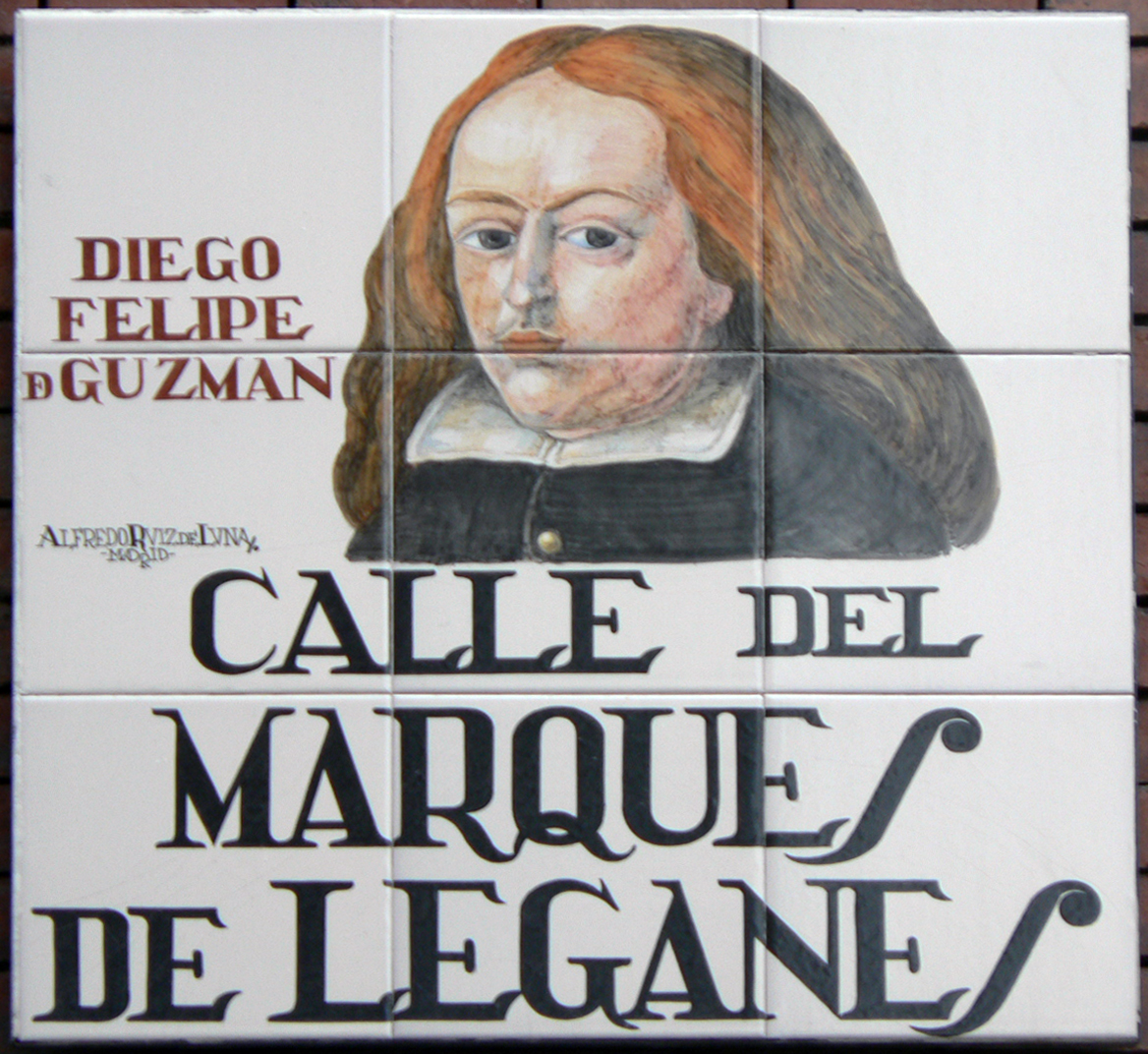
Cartel de azulejos en la calle del Marqués de Leganés (Madrid), con un retrato juvenil de Diego Felipe de Guzmán.

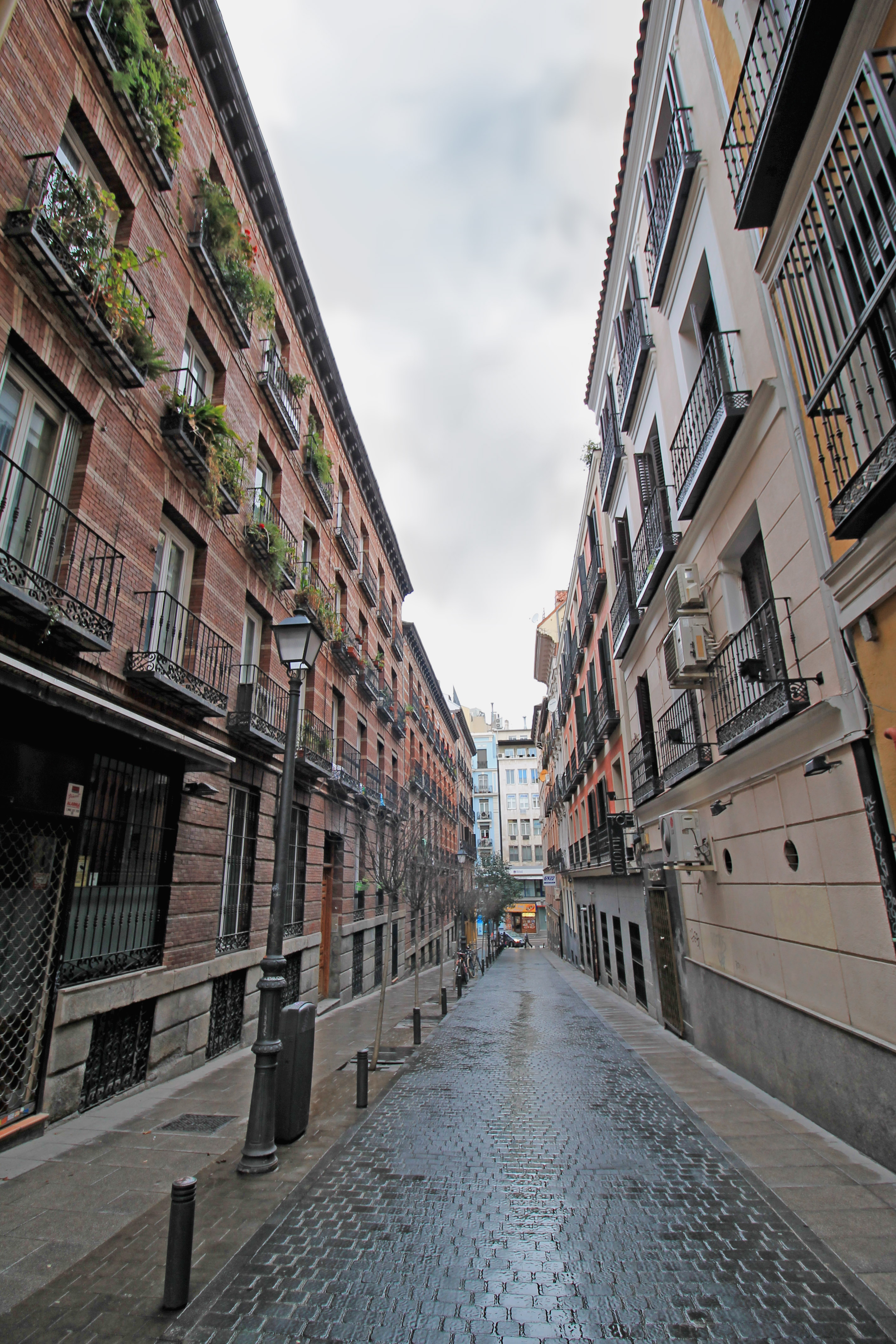
Vista de la calle del Marqués de Leganés.

La calle del Marqués de Leganés, antes calle de la Cueva, es una pequeña vía del distrito Centro de Madrid (España), situada entre la calle de los Libreros y San Bernardo, a un costado de la Gran Vía. Aparece innominada en el plano de Texeira, publicado en 1656, y con el de la Cueva en el de Espinosa de 1769. Tras un breve periodo en que se conoció como calle de Aguadores, en homenaje a ese popular gremio en la capital de España, se convirtió en calle de título aristocrático el 31 de enero de 1894, en memoria de un grande de España por su gestión en las campañas de Italia y Flandes, donde fue gobernador en el siglo XVII. 

## Historia y leyendas
Una de las innumerables fantasías que animan la historia legendaria del viejo Madrid asegura que en las inmediaciones de la antigua calle de la Cueva existió una mina socavada bajo el jardín de la casa de un tal Alonso de Peralta (ilustre vecino madrileño y Contador Real). Narra la leyenda que algunas noches se oían en aquel lugar desgarradores gritos y lamentos. Tal misterio lo relacionaron algunos con el asesinato cerca del portillo de Santo Domingo del comendador de la Orden de Alcántara, don Gonzalo del Pico (si bien en la relación de comendadores de esa orden militar no aparece ningún Pico, aunque sí varios Gonzalos), quien al parecer guardaba un tesoro en la referida mina abandonada. El cuento cundió cuando los propios criados de Peralta y un monje del vecino monasterio de los Fernandos de Santa Ana, avisaron de la existencia de un espectro blanco al que habían visto salir de la tumba de don Gonzalo, quien, tras su asesinato había sido enterrado en la capilla Mayor de dicho convento, entonces en la calle San Bernardo. 
La prematura muerte de doña Munia poco después llevó a nuevos milagros y apariciones, pues estando los frailes en el trance de enterrar a la comendadora en la tumba familiar, fueron sorprendidos por el arrepentido espectro de la mujer confesándose instigadora del asesinato de su marido y descubriéndoles que su hija estaba encerrada en la cueva de la quinta de los Peralta, donde efectivamente se halló su cadáver. Quiere explicarse este culebrón con la intervención asesina de un pariente ambicioso (hermano de doña Munia y presunto asesino de don Gonzalo), quien, además se valió de la hija del muerto, apenas una niña, para encontrar el tesoro escondido dentro de la mina. Pero la aventura acabó mal al desplomarse parte de la instalación y quedar apresada la inocente en un inoportuno derrumbamiento de las galerías.
Otros cronistas dan una versión más pícara y menos milagrera, –y probablemente igual de falsa y peregrina– atribuyendo los espectrales lamentos a los hermanos de la niña y a una hermana de doña Munia, queriendo unos y otra, con ello, llamar la atención sobre su el paradero de la niña.
Esta y otras leyendas acompañaron al poblamiento de las huertas de la Puebla a un costado del "camino de San Bernardo", entre grandes mansiones, jardines y fantasmas de diverso pedigrí, con la complacencia y bendición de la iglesia en su trabajo de influencia en la subcultura popular.

## La descripción de Mesonero
Ramón de Mesonero Romanos decano indiscutible de los cronistas madrileños, describiendo el antiguo arrabal de la Puerta Nueva y el entramado de callejuelas y caminos que lo conformaban, cuenta que "la más importante de aquellas es la llamada de Silva, en la que está la modesta iglesia y hospitalito de la parroquia de San Martín titulado de la Buena Dicha; por entre esta calle y la de San Bernardo hay un laberinto de callejuelas angostas y mezquinas, tituladas del Perro (que es la más estrecha de Madrid, como que no tiene más que ocho pies de latitud y no había en toda ella un solo portal), del Pozo, de la Justa, de la Cueva, de Peralta, de la Flor Alta, de la Estrella y del Clavel (ahora traviesa de Altamira), que formaron parte de la Puebla Nueva, verificada en el mismo siglo XVII por don Juan de Peralta".

## De Morocco al ecologismo
Durante la segunda mitad del siglo XX esta calle perdida a un costado de la Gran Vía tuvo en la discoteca Morocco un insólito centro de reunión, donde se dio cita "lo más guapo del star-lumpen" de la noche madrileña de turno, desde Carmen Sevilla a Alaska, pasando por Lucía Bosé, que lo renombró como Talismán.
El número 6 albergó la pizzería L'Appuntamento, centro de reunión en Madrid de emigrados de la extrema derecha internacional durante la Guerra Fría, puesta en funcionamiento por el miembro de Avanguarda Nazionale Mario Ricci, por Augusto Cauchi y por «un tal Enzo».
Al comienzo del siglo XXI existían en la calle un top-less (compartiendo el pasado esplendor del Morocco), la sede de Ecologistas en Acción, el taller de un luthier de bajos y guitarras, y una tienda de mantones de manila.